# 北灘村 (徳島県)
北灘村（きたなだそん）は、かつて徳島県板野郡にあった町。現在の鳴門市北灘町（櫛木・粟田・大浦・宿毛谷・鳥ケ丸・折野・大須・碁浦）。

## 地理
讃岐山脈の北麓に位置し、北は播磨灘に面する。
- 山：大麻山、天円山
- 川：櫛木川、粟田川、大浦川、折野川、大須川

## 沿革
- 1889年（明治22年）10月1日 - 町村制施行に伴い板野郡宿毛谷村、鳥ケ丸村、折野村、大須村、碁浦村、櫛木村、粟田村、大浦村が合併し、北灘村が成立する。
- 1956年（昭和31年）9月30日 - 鳴門市に編入され消滅[1]。